# Генеральна асамблея (пресвітеріанство)
Генеральна асамблея (англ. General Assembly) - в пресвітеріанській церкві, вищий орган церковної адміністрації та судової влади. До складу генеральної асамблеї входять делегати, обрані регіональними синодами і / або пресвітеріями, в тому числі і світські особи. Генеральна асамблея кожної з пресвітеріанських церков світу володіє правом законотворчості в релігійних питаннях і визначає загальні напрями розвитку даної церкви.
Колегіальний принцип управління пресвітеріанської церкви відрізняє її від єпископальних релігійних організацій (наприклад, католицької, православної, лютеранської та англіканської церкви)( докладніше дивПресвітеріанська система церковного управління).

## Історія
Генеральна асамблея веде своє походження з часів протестантської революції в Шотландії, коли в 1560 р. зібралися представники протестантського духовенства, які затвердили символ віри і «Дисциплінарний статут» шотландської пресвітеріанської церкви. У період правління католички Марії Стюарт генеральна асамблея стала вищим органом церковної влади, що визначає шляхи розвитку протестантства в Шотландії. До її складу увійшли, поряд з єпископами, суперінтендантами та представниками парафіяльного духовенства, протестантські барони і делегати графств і королівських міст, що зблизило асамблею з парламентом.
Наприкінці XVI століття  розгорнулася боротьба між королем Яковом VI, які прагнуть підпорядкувати генеральну асамблею королівської влади, і пресвітеріанськими лідерами на чолі з Ендрю Мелвіллом , які наполягали на виключенні з асамблеї світських осіб і перетворення її в верховний орган державної влади, непідзвітний королю. У цій боротьбі ні тій, ні іншій стороні не вдалося здобути повну перемогу, і хоча король отримав можливість впливати на роботу генеральної асамблеї (в 1610 р. королю вдалося домогтися від асамблеї відновлення єпископату), в цілому вона залишилася в релігійних питаннях досить вільною від диктату королівської влади. В результаті з 1618 р. до 1638 р. королі Шотландії не скликали генеральну асамблею.
У період ковенантского руху та громадянських воєн середини XVII століття  генеральна асамблея стала одним із центральних органів державної адміністрації Шотландії і отримала можливість визначати політику країни. Після завоювання країни Олівером Кромвелем, в 1653 р. генеральна асамблея була розпущена. Її відновлення як вищого органу церковної адміністрації Шотландії відбулося тільки після Славної революції 1688 р.
У міру поширення пресвітеріанської релігії в інших країнах (Англія, Ірландія, Канада, США, Австралія і т. п.), а також в результаті розколів пресвітеріанської церкви, генеральні асамблеї були створені в кожній з новостворених пресвітеріанських церковних організацій.

## Організація
Сучасні генеральні асамблеї пресвітеріанських церков збираються, зазвичай, щорічно. Право бути обраним делегатом асамблеї мають пастори (міністеріали), диякони і пресвітери (авторитетні світські особи, що входять до складу парафіяльних церковних рад і регіональних пресвітеріїв) . Депутатами генеральних асамблей також є ряд посадових осіб і, іноді, представники молодіжних церковних організацій. Парафіяльні церкви також мають право направляти своїх представників для участі в роботі генеральних асамблей (зазвичай, раз на чотири роки).
У період між скликаннями генеральних асамблей поточні питання управління церквою вирішуються обранимим і підзвітними асамблеї комітетами та комісіями з різних сфер церковної адміністрації.
Для здійснення процедурних питань генеральна асамблея обирає свого голову (модератора). У Шотландії, Англії, Північній Ірландії та Уельсі до складу генеральних асамблей входить також спеціальний представник королеви Великої Британії (лорд-комісар), який однак не має права голосу.

## Повноваження
Генеральній асамблеї належить виключне право видання законів у сфері церковного права, догматів і обрядів пресвітеріанської церкви. Крім цього на асамблеях обговорюються питання, що зачіпають інтереси церкви і суспільства. Генеральна асамблея також є верховним органом судової влади пресвітеріанської церкви. Для здійснення судових повноважень зі складу асамблеї обираються спеціальні трибунали або судові комісії.